# زبان برنامه نویسی زبرا
زبان برنامه‌نویسی زبرا (به انگلیسی: Zebra Programming Language) یا به‌اختصار ZPL یک زبان توصیف صفحه است که توسط شرکت زبراتکنلوجیز (Zebra Technologies) توسعه یافته و عمدتاً در کاربردهای برچسب‌زنی مورد استفاده قرار می‌گیرد. نسخهٔ اولیهٔ این زبان بعدها با نسخهٔ ZPL II جایگزین شد، اما ZPL II به‌طور کامل با نسخهٔ قدیمی‌تر سازگار نیست. برخی از چاپگرهای غیر از برند زبرا نیز از ZPL II پشتیبانی می‌کنند.
در ادامه، مفسر Zebra BASIC (ZBI) در نرم‌افزار چاپگرها ادغام شد که از دید تولیدکننده، پیشرفتی نسبت به ZPL II محسوب می‌شود و بر پایهٔ زبان ANSI BASIC طراحی شده است. هدف اصلی آن، جلوگیری از نیاز به بازنویسی کد هنگام تغییر چاپگر است، به‌ویژه اگر نرم‌افزار چاپگر قبلی توسط چاپگر برچسب‌زن یک رقیب نوشته شده باشد. یکی از کاربردهای احتمالی ZBI این است که در صورت دریافت فرمت برچسبی خارجی، آن را به‌صورت آنی به ZPL II تبدیل کرده و سپس چاپ کند.

## دستورها
دستورها این زبان همگی با نماد برجسته کرت ('^') یا تیلدا ('~') آغاز می‌شوند. در ZPL II بیش از ۱۷۰ دستور تعریف شده است. هر قالب چاپ باید با دستور ^XA شروع و با دستور ^XZ پایان یابد. برای مثال، اندازه قلم با دستور ^ADN,n,m که در آن n و m اعداد صحیحی هستند که به‌ترتیب مشخص‌کنندهٔ اندازهٔ قلم و خصوصیات فاصله‌دهی بین حروف‌اند؛ مقدار ^ADN,18,10 کوچک‌ترین اندازه و ^ADN,180,100 بزرگ‌ترین اندازه را تعیین می‌کند.

مثال کامل زیر یک سند ZPL برای برچسب محصول است:
```
^XA
^CF0,30
^FO300,30^FDHU  Label^FS
^CF0,25
^FO20,100^FDHU ID:         112345678000001107^FS
^BY2.2,3,70
^FO20,130^BCN,,N^FD112345678000001107^FS
^FO20,230^FD60-Volt Cordless Electric Hedge Trimmer^FS
^FO20,260^FD13^FS
^FO650,200^BQN,2,5^FDQA,^FS
^XZ
```